# 이언 플레밍 (배우)
이언 플레밍(Ian Fleming, 1888년 9월 10일 ~ 1969년 1월 1일)은 오스트레일리아의 배우다. 100편 이상의 영국 영화에 출연한 호주의 캐릭터 배우였다. 가장 잘 알려진 역할 중 하나는 1930년대 셜록 홈즈 영화 시리즈에서 왓슨 박사 역을 맡은 것이었다.
플레밍은 또한 Q 플레인스(1939), 뮌헨행 야간열차(1940), 직업 군인 캔디씨 이야기 등 당시 영국 고전 영화에서 여러 조연 역할을 맡았다. 또한 뮤지컬 코미디언 조지 폼비의 영화에 정기적으로 출연했다. 그는 또한 웨스트엔드의 노먼 긴스버리(Norman Ginsbury)의 역사 작품인 사라 총독(Viceroy Sarah)에서 로버트 할리로 출연하여 무대에서 연기했다.
멜버른에서 태어났으며 런던에서 사망하였다.

## 참여 작품

### 영화
- 뮌헨행 야간열차
- 직업 군인 캔디씨 이야기